# Caçote (Recife)
Caçote é um bairro da cidade do Recife, Pernambuco, Brasil.
Pertence à Região Político-Administrativa 5 (RPA5).

## Demografia
Área Territorial: 45,9 ha.
População residente: 10.470 habitantes (Censo de 2010).
População por sexo
- Sexo masculino: 4.954 hab.
- Sexo feminino:  5.516 hab.[3]

Densidade demográfica: 227,89 hab/ha
Taxa geométrica de crescimento anual da população: 2,19% 
Taxa de Alfabetização da População de 15 anos e mais: 91,4 % 

## Educação
Escolas do bairro:
Ensinos infantil, fundamental e médio
- Colégio Imaculado Coração de Maria
- Colégio Novo Mundo Mágico
- Escola Caminhando com Cristo
- Arte Vida Escola Cristã
- Educandário Nossa Senhora Aparecida
- Educandário Genesis
- Escola Silva Oliveira
- Escola Fazer Evoluir
- Colégio Decisão Estância
- Colégio e Curso Mickeylândia
- Colégio Movimento Criativo

Ensino profissional
- Escola Técnica de Saúde do IMIP
- Niptec Cursos Técnicos
- Instituto Gradual de Educação Profissional
- Centro Profissionalizante de Saúde Irmã Dulce